# Jesús Ángel García
Jesús Ángel « Chuso » García Bragado, né le 17 octobre 1969 à Madrid, est un athlète espagnol spécialiste de la marche athlétique. Il est marié à la gymnaste rythmique Carmen Acedo ; il mesure 1,71 m pour 62 kg et est entrainé par Montserrat Pastor.
De par ses médailles internationales et la longévité de sa carrière (trois décennies), il est considéré comme une légende de la marche et figure en seconde place, derrière Jefferson Pérez, dans un classement établi par Paul Warburton pour l'IAAF. Champion du monde du 50 km marche en 1993 à Stuttgart, il a remporté trois autres médailles d'argent aux Mondiaux de 1997, de 2001 et de 2009, ainsi que deux médailles aux championnats d'Europe (une en argent en 2006 et une en bronze en 2002). Au total, il a participé à huit Jeux olympiques, de 1992 à 2021 (avec comme meilleur résultat une 4ème place à Pékin en 2008 sur le 50 km), et à treize championnats du monde, de 1993 à 2019. Il détient aussi le record de participation lors des championnats d’Europe, avec 6 participations au total, entre 1994 et 2018.
Il prend sa retraite sportive en 2021 après sa huitième participation aux Jeux olympiques de Tokyo, un record pour un athlète, hommes et femmes confondus.

## Biographie

### Enfance
Jesús Ángel García nait le 17 octobre 1969 à Madrid. 

### Carrière sportive

#### Débuts flamboyants (1991-1993)
Jesús Ángel García débute dans les compétitions internationales par une cinquième place à l'Universiade d'été de Sheffield sur 20 kilomètres marche ; il a un peu plus tôt établi son record personnel (qui tient encore aujourd'hui) sur 10 km marche en 40 min 38 s le 17 mars à Madrid. L'année suivante, à l'occasion des Jeux olympiques à Barcelone, il s'aligne sur 50 km et termine 10e en 3 h 58 min 43 s au terme d'une course remportée par Andrey Perlov.
L'année suivante commence très bien pour García qui obtient son premier podium dans une Coupe du monde, terminant second de la Coupe du monde de marche à Monterrey en 3 h 52 min 44 s. Il réalise par la suite un exploit en remportant les championnats du monde d'athlétisme 1993 à Stuttgart, bouclant les 50 km en 3 h 41 min 41 s. Il devance finalement le Finlandais Valentin Kononen d'une vingtaine de seconde et le Russe Valeriy Spitsyn de près d'une minute.

#### Confirmations (1994-1996)
Aux championnats d'Europe 1994 à Helsinki, Jesús Ángel García échoue au pied du podium en 3 h 45 min 25 s, Valeriy Spitsyn remportant le titre. L'année suivante, il termine à nouveau deuxième pour la Coupe du monde de marche, qui se déroulait à Pékin, réalisant trente quatre secondes de plus que le vainqueur, soit 3 h 41 min 54 s. García se rend ensuite à Göteborg aux championnats du monde en tant que tenant du titre, mais il y est défait par le Finlandais Valentin Kononen, son dauphin en 1993, et termine finalement cinquième en 3 h 48 min 05 s.
Lors de la première Coupe d'Europe de marche 1996 à La Corogne, dans son pays d'origine, García domine l'épreuve du 50 km qu'il remporte en 3 h 51 min 01 s avec plus d'une minute d'avance. Toutefois, il subit par la suite un revers pour ses deuxièmes Jeux, à Atlanta cette fois, où il abandonne avant la fin de la course, laissant Robert Korzeniowski s'imposer.

#### Au sommet (1997-2002)
En avril 1997, Jesús Ángel García remporte sa première Coupe du monde de marche, à Poděbrady, après deux deuxièmes places ; il remporte la course en 3 h 39 min 54 s (son record personnel et le record de la course). Un peu plus tard, aux championnats du monde à Athènes, il remporte la médaille d'argent, s'inclinant pour 13 secondes face à Robert Korzeniowski (il franchit la ligne en 3 h 44 min 59 s). L'année suivante, il s'adjuge une nouvelle seconde place, en Coupe d'Europe de marche cette fois, battu par le Polonais Tomasz Lipiec malgré ses 3 h 43 min 17 s (soit 8 minutes de moins que son temps victorieux de l'édition précédente).
1999 est une mauvaise année pour García : 4e de la Coupe du monde de marche alors qu'il était tenant du titre (il est dépassé par le Kazakh Sergey Korepanov, Lipiec et le Russe Nikolay Matyukhin), il abandonne lors des championnats du monde à Séville, dans son pays d'origine. L'année suivante, il se rattrape en remportant sa deuxième Coupe d'Europe en 3 h 42 min 51 s, mais il échoue une troisième fois à dépasser la dixième place aux Jeux olympiques à Sydney ; il termine douzième en 3 h 49 min 31 s. 
Tenant du titre en Coupe d'Europe, il s'impose à nouveau en 2001 en 3 h 44 min 26 s. À Edmonton, pour les championnats du monde d'athlétisme 2001, il remporte une nouvelle médaille mondiale en prenant la seconde place du 50 km avec un chrono en 3 h 43 min 07 s, encore devancé par Robert Korzeniowski. En 2002, pour les championnats d'Europe, García finit une nouvelle fois derrière Korzeniowski, mais aussi derrière Aleksey Voyevodin, prenant tout de même la 3e place synonyme de médaille de bronze en 3 h 44 min 33 s.

#### Médaille d'argent européenne et places d'honneur aux Jeux Olympiques (2003-2008)
Aux championnats du monde à Paris, Jesús Ángel García termine sixième en 3 h 43 min 56 s d'une épreuve remportée par Robert Korzeniowski. L'année suivante, en coupe du monde, il termine une nouvelle fois sixième, en 3 h 50 min 33 s. Il participe en outre à ses quatrièmes Jeux olympiques à Athènes où il termine cinquième en 3 h 44 min 42 s, se rapprochant de la seule médaille qu'il ne compte pas à son palmarès sur 50 km.
En 2006, il réédite une sixième place en Coupe du monde en 3 h 46 min 11 s, devant son public à La Corogne. Il remonte sur un podium continental lors des championnats d'Europe à Göteborg où il prend la seconde place en 3 h 42 min 48 s, derrière le Français Yohann Diniz et devant le Russe Yuri Andronov. Deux ans plus tard, il réalise une mauvaise performance en coupe du monde à Tcheboksary, terminant seulement 14e en 3 h 52 min 31 s. Il réalise toutefois son meilleur résultat aux Jeux olympiques un peu plus tard dans l'année à Pékin, mais échoue au pied du podium en 3 h 44 min 08 s.

#### 3ème médaille d'argent mondiale et sixième olympiade (2009-2015)
Début 2009, Jesús Ángel García renoue avec les podiums à Metz en prenant la deuxième place de la Coupe d'Europe de marche, huit ans après son dernier podium (victoire en 2001). Devancé par Denis Nizhegorodov, il termine son 50 kilomètres marche en 3 h 46 min 27 s, quatre minutes derrière le Russe. Continuant sur sa bonne dynamique, il monte à 39 ans sur le quatrième podium mondial de sa carrière à l'occasion des championnats du monde à Berlin, terminant 3e en 3 h 41 min 37 s, une médaille de bronze qui se transformera plus tard en médaille d'argent à la suite de la disqualification pour dopage du vainqueur russe Sergey Kirdyapkin. En Coupe du monde, il parvient l'année suivante à prendre une bonne cinquième place en 3 h 55 min 41 s. En 2010, il prend la cinquième place lors des championnats d'Europe à Barcelone dans le temps de 3 h 47 min 56 s. 
García fait partie de l'équipe d'Espagne pour les championnats du monde de Daegu, mais durant son 50 km, il est disqualifié pour marche incorrecte. Il obtient un an plus tard une septième place en Coupe du monde en 3 h 48 min 15 s. Pour ses sixièmes Jeux olympiques à Londres en 2012, il ne termine que vingtième malgré un temps semblable à celui de la Coupe du monde (3 h 48 min 32 s). Il participe en 2013 en tant que doyen espagnol à ses 11es championnats du monde à Moscou, toujours sur 50 kilomètres marche, finissant 12e en 3 h 46 min 44 s. 
Il fait partie de l'équipe espagnole en tant que capitaine lors des Championnats du monde 2015, sa douzième participation à ces championnats où il est le plus vieux des inscrits et se classe 9e.

#### Septième et huitième olympiades (2016-2021)
Le 8 mai 2016, il ne termine pas l'épreuve du 50 km marche à Rome lors des championnats du monde de marche mais obtient tout de même la médaille de bronze par équipes grâce à ses coéquipiers qui se classent troisièmes. Le 19 août 2016, à l'âge de 47 ans, il participe aux 50 km des Jeux olympiques de Rio et termine à la 20e place.
Absent des championnats du monde d'athlétisme en 2017 pour la première fois depuis 1993, il abandonne lors du 50 km marche des championnats d'Europe de Berlin en 2018. Mais le 28 septembre 2019 aux championnats du monde de Doha, il est finaliste du 50 km marche à l'âge de 49 ans après avoir fini 8ème en 4 h 11 min 28 s.
A Tokyo en 2021, Jesús Ángel García participe à ses huitièmes et derniers Jeux Olympiques, battant ainsi le record de participations en athlétisme qui jusque-là était détenu par la Jamaïcaine Merlene Ottey. À l'âge de 51 ans, il se classe 35e de la dernière marche de sa carrière, en 4 h 10 min 03 s.

## Technique
Contrairement à l'un de ses concurrents, Jefferson Pérez, Jesús Ángel García possède une technique décrite comme perfectible : il semble « se battre pour chaque foulée », sa tête se balance et ses bras sont incorrectement placés, de plus, il marche pieds décalés.

## Résultats

### Palmarès
| Date | Compétition                     | Lieu             | Résultat | Épreuve     | Performance     |
| ---- | ------------------------------- | ---------------- | -------- | ----------- | --------------- |
| 1991 | Universiade                     | Sheffield        | 5e       | 20 km       |                 |
| 1992 | Jeux olympiques                 | Barcelone        | 10e      | 50 km       | 3 h 58 min 43 s |
| 1993 | Coupe du monde de marche        | Monterrey        | 2e       | 50 km       | 3 h 52 min 44 s |
| 1993 | Championnats du monde           | Stuttgart        | 1er      | 50 km       | 3 h 41 min 41 s |
| 1994 | Championnats d'Europe           | Helsinki         | 4e       | 50 km       | 3 h 45 min 25 s |
| 1995 | Coupe du monde de marche        | Pékin            | 2e       | 50 km       | 3 h 41 min 54 s |
| 1995 | Championnats du monde           | Göteborg         | 5e       | 50 km       | 3 h 48 min 05 s |
| 1996 | Coupe d'Europe de marche        | La Corogne       | 1er      | 50 km       | 3 h 51 min 01 s |
| 1996 | Jeux olympiques                 | Atlanta          | —        | 50 km       | DNF             |
| 1997 | Coupe du monde de marche        | Poděbrady        | 1er      | 50 km       | 3 h 39 min 54 s |
| 1997 | Championnats du monde           | Athènes          | 2e       | 50 km       | 3 h 44 min 59 s |
| 1998 | Coupe d'Europe de marche        | Dudince          | 2e       | 50 km       | 3 h 43 min 17 s |
| 1999 | Coupe du monde de marche        | Mézidon-Canon    | 4e       | 50 km       | 3 h 40 min 40 s |
| 1999 | Championnats du monde           | Séville          | —        | 50 km       | DNF             |
| 2000 | Coupe d'Europe de marche        | Eisenhüttenstadt | 1er      | 50 km       | 3 h 42 min 51 s |
| 2000 | Jeux olympiques                 | Sydney           | 12e      | 50 km       | 3 h 49 min 31 s |
| 2001 | Coupe d'Europe de marche        | Dudince          | 1er      | 50 km       | 3 h 44 min 26 s |
| 2001 | Championnats du monde           | Edmonton         | 2e       | 50 km       | 3 h 43 min 07 s |
| 2002 | Championnats d'Europe           | Munich           | 3e       | 50 km       | 3 h 44 min 33 s |
| 2003 | Championnats du monde           | Paris            | 6e       | 50 km       | 3 h 43 min 56 s |
| 2004 | Coupe du monde de marche        | Naumburg         | 6e       | 50 km       | 3 h 50 min 33 s |
| 2004 | Jeux olympiques                 | Athènes          | 5e       | 50 km       | 3 h 44 min 42 s |
| 2005 | Championnats du monde           | Helsinki         | —        | 50 km       | DQ              |
| 2006 | Coupe du monde de marche        | La Corogne       | 6e       | 50 km       | 3 h 46 min 11 s |
| 2006 | Championnats d'Europe           | Göteborg         | 2e       | 50 km       | 3 h 42 min 48 s |
| 2007 | Championnats du monde           | Osaka            | —        | 50 km       | DQ              |
| 2008 | Coupe du monde de marche        | Tcheboksary      | 14e      | 50 km       | 3 h 52 min 31 s |
| 2008 | Jeux olympiques                 | Pékin            | 4e       | 50 km       | 3 h 44 min 08 s |
| 2009 | Coupe d'Europe de marche        | Metz             | 2e       | 50 km       | 3 h 46 min 27 s |
| 2009 | Coupe d'Europe de marche        | Metz             | 2e       | Par équipes | 13 pts          |
| 2009 | Championnats du monde           | Berlin           | 2e       | 50 km       | 3 h 41 min 37 s |
| 2010 | Coupe du monde de marche        | Chihuahua        | 5e       | 50 km       | 3 h 55 min 41 s |
| 2010 | Championnats d'Europe           | Barcelone        | 5e       | 50 km       | 3 h 47 min 56 s |
| 2011 | Championnats du monde           | Daegu            | —        | 50 km       | DQ              |
| 2012 | Coupe du monde de marche        | Saransk          | 4e       | 50 km       | 3 h 48 min 15 s |
| 2012 | Jeux olympiques                 | Londres          | 17e      | 50 km       | 3 h 48 min 32 s |
| 2013 | Coupe d'Europe de marche        | Dudince          | 11e      | 50 km       | 3 h 52 min 37 s |
| 2013 | Championnats du monde           | Moscou           | 12e      | 50 km       | 3 h 46 min 44 s |
| 2014 | Coupe du monde de marche        | Taicang          | 20e      | 50 km       | 3 h 55 min 38 s |
| 2014 | Championnats d'Europe           | Zurich           | 8e       | 50 km       | 3 h 45 min 41 s |
| 2015 | Championnats du monde           | Pékin            | 9e       | 50 km       | 3 h 46 min 43 s |
| 2016 | Championnats du monde de marche | Rome             | 3e       | Par équipes | 33 pts          |
| 2016 | Jeux olympiques                 | Rio de Janeiro   | 20e      | 50 km       | 3 h 54 min 29 s |
| 2018 | Championnats d'Europe           | Berlin           | —        | 50 km       | DNF             |
| 2019 | Championnats du monde           | Doha             | 8e       | 50 km       | 4 h 11 min 28 s |
| 2021 | Jeux olympiques                 | Tokyo            | 35e      | 50 km       | 4 h 10 min 03 s |

### Records personnels
| Épreuve         | Performance     | Lieu                 | Date            |
| --------------- | --------------- | -------------------- | --------------- |
| 5 000 m marche  | 19 min 33 s 3   | Getafe               | 10 juillet 2001 |
| 10 000 m marche | 40 min 38 s 86  | Barcelone            | 2 août 2009     |
| 10 km marche    | 40 min 38 s     | Madrid               | 17 mars 1991    |
| 20 km marche    | 1 h 23 min 00 s | La Corogne           | 20 juin 2009    |
| 30 km marche    | 2 h 08 min 47 s | El Prat de Llobregat | 18 février 2001 |
| 35 km marche    | 2 h 38 min 33 s | Londres              | 11 août 2012    |
| 50 km marche    | 3 h 39 min 54 s | Poděbrady            | 19 avril 1997   |